# Campo di lavoro di Septfonds
Il campo di lavoro di Septfonds (in francese: Camp de Septfonds, noto anche come Camp de Judes) fu un campo maschile per rifugiati, internati o prigionieri. Fondato nel 1939 e chiuso nel maggio 1945, fu gestito dal governo di Vichy durante la seconda guerra mondiale, situato nel sud della Francia nel Comune di Septfonds, a circa 5 km a nord est di Caussade.

## Storia del campo

### Febbraio 1939 - marzo 1940: centro di accoglienza per profughi spagnoli

#### 25 febbraio 1939
Il governo di Daladier, nella fretta di decongestionare i campi per i profughi spagnoli nei Pirenei orientali, scelse il dipartimento di Tarn-et-Garonne dove allestire uno dei cinque nuovi campi destinato ad ospitare 15.000 persone.

#### 27 febbraio 1939
Le autorità civili e militari del dipartimento decisero la posizione del campo in un grande appezzamento di terreno situato nel comune di Septfonds, a un chilometro dal villaggio. Ansiose di rassicurare le popolazioni locali, le autorità assegnarono più di mille militari tra fanti, dragoni e tirailleurs senegalesi, a presidio del campo abbandonando l'idea iniziale di attraversare l'intera città per l'arrivo degli spagnoli alla stazione di Caussade. Si scelse infine la piccola stazione di Borredon, da cui fu possibile effettuare il viaggio in aperta campagna.

#### 5 - 12 marzo 1939
2.500 "miliziani spagnoli" furono scaricati ogni giorno alla stazione di Borredon, quindi portati al sito di Septfonds ancora in fase di sviluppo. Le autorità militari decisero di aprire un campo temporaneo a Lalande, dove ospitarono gli spagnoli prima di completare la costruzione delle baracche. Questo campo verrà poi chiamato "campo di concentramento" dalle autorità dell'epoca.

#### 20 marzo 1939
Il trasferimento dei repubblicani spagnoli al campo fu completato: 16.000 spagnoli furono internati a Septfonds.

### Marzo 1939 - febbraio 1940
Il grande nemico nel campo fu la noia, ma i profughi si organizzarono: fu allestito un gruppo teatrale grazie ad un attore professionista, un'orchestra amatoriale e anche un laboratorio di pittura. Anche la vita politica fu riorganizzata: furono creati dei comitati che riunirono i militanti del Partito Comunista Spagnolo. I gruppi di lavoratori furono radunati anche dall'esercito, per la manutenzione del campo e per eseguire i lavori di sterro sul campo militare di Caylus. Consapevole dell'enorme massa di manodopera rappresentata dai profughi, il governo offrì agli internati la possibilità di lasciare il campo firmando un contratto di lavoro. Centinaia di spagnoli furono così assunti come braccianti agricoli in tutto il dipartimento; altri, selezionati per le loro qualifiche, furono trasferiti nei campi speciali e assegnati all'industria.
Febbraio - marzo 1940
La popolazione spagnola fu gradualmente evacuata dal campo. In base alle loro capacità professionali, alla loro salute e al loro comportamento, i profughi furono inviati negli altri campi del sud-ovest. Il 15 febbraio, furono altresì costituite 4 società di lavoratori stranieri. Solo la 220ª e la 221ª compagnia furono assegnate alla manutenzione del campo di Septfonds.
15 marzo 1940
Il campo di Septfonds diventò un centro di mobilitazione per gli stranieri che desiderarono unirsi ai reggimenti di volontari. Parte del campo fu messo a disposizione dell'esercito polacco in Francia, che vi istruì circa 800 uomini dell'Aeronautica (poi trasferito a Lyon-Bron).

### Estate 1940 - Estate 1942: triage e centro di accoglienza per gli stranieri in eccesso

#### Estate - autunno 1940
Dopo la firma dell'armistizio franco-tedesco, le autorità militari utilizzarono il campo di Septfonds come centro di smobilitazione per i volontari stranieri. Il Ministro del Lavoro del governo di Vichy vi istituì i gruppi di lavoratori stranieri, compreso il 302º gruppo formato da ebrei.

#### 2 gennaio 1941
Realizzazione di un campo di smistamento e alloggio, sotto la supervisione del Ministero dell'Interno, sul terreno ceduto dal Ministero della Guerra. Contenne sei baracche e fu isolato da un recinto di filo spinato, fu destinato agli "stranieri in eccedenza nell'economia dipartimentale". Il governo di Vichy creò "un centro speciale per gli ufficiali degli ex eserciti alleati che avevano tentato di lasciare la Francia illegalmente": i soldati belgi e polacchi, arrestati e processati, furono trattenuti a Septfonds dall'aprile al luglio 1941.

#### 28 maggio 1941
Disattivazione ufficiale del triage: gli internati dovranno essere trasferiti nei campi dei Pirenei Orientali e dell'Alta Garonna.

### Estate 1942-1944: centro di raccolta per individui pericolosi

#### Febbraio - giugno 1942
Gestito dal Prefetto del dipartimento Tarn-et-Garonne, il campo riservato agli stranieri in eccesso ospitò un centinaio di internati. Il 15 marzo, a causa dei molteplici conflitti e in vista della "imminente incorporazione di israeliti in gran numero" nella 302ª GTE, Vichy trasferì il campo di triage in un'area isolata a sud, per chiuderlo definitivamente il 1º luglio.

#### Luglio 1942
In applicazione del piano governativo per il mantenimento dell'ordine, al posto del campo di triage fu creato un "centro di raccolta per individui pericolosi".

#### 24 agosto 1942
Ottantaquattro internati ebrei appartenenti al 302ª Compagnia di Lavoratori Stranieri furono portati alla stazione di Caussade, caricati nello stesso carro, diretti ad Auschwitz via Drancy.

#### 26 agosto 1942
Duecentoundici ebrei stranieri (uomini, donne, bambini) radunati dalla polizia e dalla gendarmeria francesi a Tarn-et-Garonne e altri trentanove nel Lot, furono portati in camion a Septfonds.

#### Notte del 2 - 3 settembre 1942
211 internati furono trasportati alla stazione di Caussade e caricati in un grande convoglio regionale che arrivò a Drancy il 4 settembre, per poi arrivare ad Auschwitz cinque giorni dopo. In totale, 295 persone furono deportate dal campo di Septfonds nel campo di concentramento nazista.

#### 1943 - 1944
Il 302º Gruppo di Lavoratori Stranieri rimase nel campo fino alla Liberazione. Nel marzo 1943 rimasero solo 70 ebrei.
Il campo di Septfonds fu utilizzato l'ultima volta dopo la liberazione, per l'internamento dei francesi accusati di collaborazionismo. Fu definitivamente chiuso nel maggio 1945.

## Controversia
Nel dicembre 2018, il prefetto del dipartimento Tarn-et-Garonne, Pierre Besnard, autorizzò un progetto per l'ampliamento di un porcile, da 6.500 maiali all'anno, all'ingresso del campo. In base alla convenzione del comune di Septfonds del 2017, fu organizzata una mobilitazione per contrastare l'ampliamento che, oltre a non rispettare il benessere degli animali, fu ritenuto offensivo per la dignità del luogo. Marie Piqué, rappresentante eletta del dipartimento di Lot e consigliera regionale, figlia di repubblicani spagnoli, spiegò:"Nessun interesse privato, qualunque sia la sua natura, dovrà cancellare la nostra storia!".
Durante la raccolta firme, organizzata dai residenti di Septfonds per la petizione contro questo progetto, gli stessi residenti ricevettero delle minacce dirette da Jean-Paul Rivière, presidente di dipartimento della FNSEA e presidente della Camera dell'agricoltura di Tarn-et-Garonne.